# Escuela Politécnica Superior (Universidad de Burgos)
La Escuela Politécnica Superior de la Universidad de Burgos se crea como trasformación de la Escuela Universitaria Politécnica de Burgos en 1998, su germen está en la creación de una Escuela Técnica de Aparejadores en 1962.
El 16 de octubre de 2002 el entonces Príncipe de Asturias Felipe de Borbón inauguró las nuevas instalaciones de La Milanera.

## Estudios
En la Escuela Politécnica Superior se imparten en la actualidad 8 planes de estudios de grados adaptados al EEES, 7 de máster repartidos entre dos edificios, situados en ambos campus de la ciudad. Algunos de los grados se pueden simultanear dado que hay propuestas modalidades de doble grado. Se pueden continuar estudios de doctorado en la nueva escuela de doctorado.
|                                  | Campus Río Vena | Campus San Amaro |
| Edificio A                       | Edificio La Milanera | |
| -------------------------------- | --- | --- |
| Avda. Cantabria s/n 09006 Burgos | C/ Villadiego s/n 09001 Burgos | |
| Estudios                         | | |
| Gra- dos                         | - Gº en Ingeniería Electrónica Industrial y Automática - Gº en Ingeniería Informática - Gº en Ingeniería Mecánica - Gº en Ingeniería de Organización Industrial | - Gº en Arquitectura Técnica - Gº en Ingeniería Agroalimentaria y del Medio Rural - Gº en Ingeniería Civil - Gº en Ingeniería de la Salud |
| Más- te- res                     | - M. Univ. en Ingeniería Industrial - M. Univ. en Ingeniería Informática - M. Univ., en línea, en Inteligencia de Negocio y Big Data en Entornos Seguros        | - M. Univ. en Ingeniería Biomédica - M. Univ. en Ingeniería de Caminos, Canales y Puertos - M. Univ. en Ingeniería y Gestión Agrosostenible - M. Univ. en Inspección, Rehabilitación y Eficiencia Energética en la Edificación - M. Univ. en Integridad y Durabilidad de Materiales. Componentes y Estructuras |